# Émile Naoumoff
Émile Naoumoff (en búlgaro: Емил Наумов, Sofía, Bulgaria, 20 de febrero de 1962) es un pianista y compositor francés. 

## Biografía
Nacido en Sofía en 1962 en una familia de músicos, Émile Naoumoff aprendió muy joven a tocar el piano. Su abuela era una maestra de solfeo y su padre tocaba varios instrumentos (oboe, violín, acordeón). El joven Émile aprendió el órgano con André Marchal. Es a partir de la edad de cinco años, cuando empezó sus primeras clases de piano en Bulgaria con Liliana Panaiotova. A los ocho, lo escucha Nadia Boulanger en París. Se convirtió en su último alumno, desde 1970 hasta su muerte en 1979. Gracias a Nadia Boulanger, tuvo la oportunidad de conocer y trabajar con Clifford Curzon, Ígor Markévich, Robert Casadesus, Nikita Magaloff, Jean Françaix y Leonard Bernstein. Cuando tenía diez años escribió su primer concierto para piano y cuerdas, que fue interpretado en 1972 bajo la dirección de Yehudi Menuhin. Tenía trece años cuando entró en el Conservatorio Nacional y Superior de Música de Danza de París en 1975, asistió a clases de piano de Lelia Gousseau. Estudió música de cámara con Genevieve Joy-Dutilleux, toma un curso de descifraje con Jacqueline Robin, y de análisis con Francoise Gervais. Hizo su tercer ciclo de piano con Pierre Sancan.
En 1978, ganó su primer premio por unanimidad, con las felicitaciones del jurado. También estudió con Pierre Dervaux en la École Normale de Musique de París. Naoumoff obtuvo varios premios, entre ellos la Medalla de la Ciudad de París y el premio de la Academia de Bellas Artes. 
Durante muchos años, desarrolló una carrera internacional, dando regularmente recitales en todo el mundo y participando en numerosos festivales. Es profesor en la Universidad de Indiana en Bloomington, donde reside. Naoumoff se define a sí mismo como un «arqueólogo del piano», amante de descubrir compositores olvidados como Gabriel Dupont, de quien grabó toda la obra para piano. También tiene una predilección por la música de Gabriel Fauré, que también ha grabado. En 2002, lanzó un compacto una paráfrasis-concierto para piano, con orquestación y cadenzas de Cuadros de una exposición de Músorgski.

## Discografía
- 2001: Tableaux d’une exposition de Modest Músorgski y Méditation de él mismo con la Orquesta Sinfónica Alemana de Berlín, bajo la dirección de Igor Blaschkow (WERGO (ALCRA)).
- Transcripción para piano del Réquiem de Gabriel Fauré (SONY).
- Integral de las sonatas para teclado de Johann Christian Bach.
- Integral para piano de Gabriel Dupont.
- Integral de las Sonatas de Francis Poulenc.
- 2004: Sonatas para violoncelo y piano de Ludwig van Beethoven, con Dominique de Williencourt (violonchelo) en el Théâtre des Champs-Elysées en 1996
- 2006 - 2007: Nocturnos de Gabriel Fauré (Ed. Saphir production)